# 인질 재판

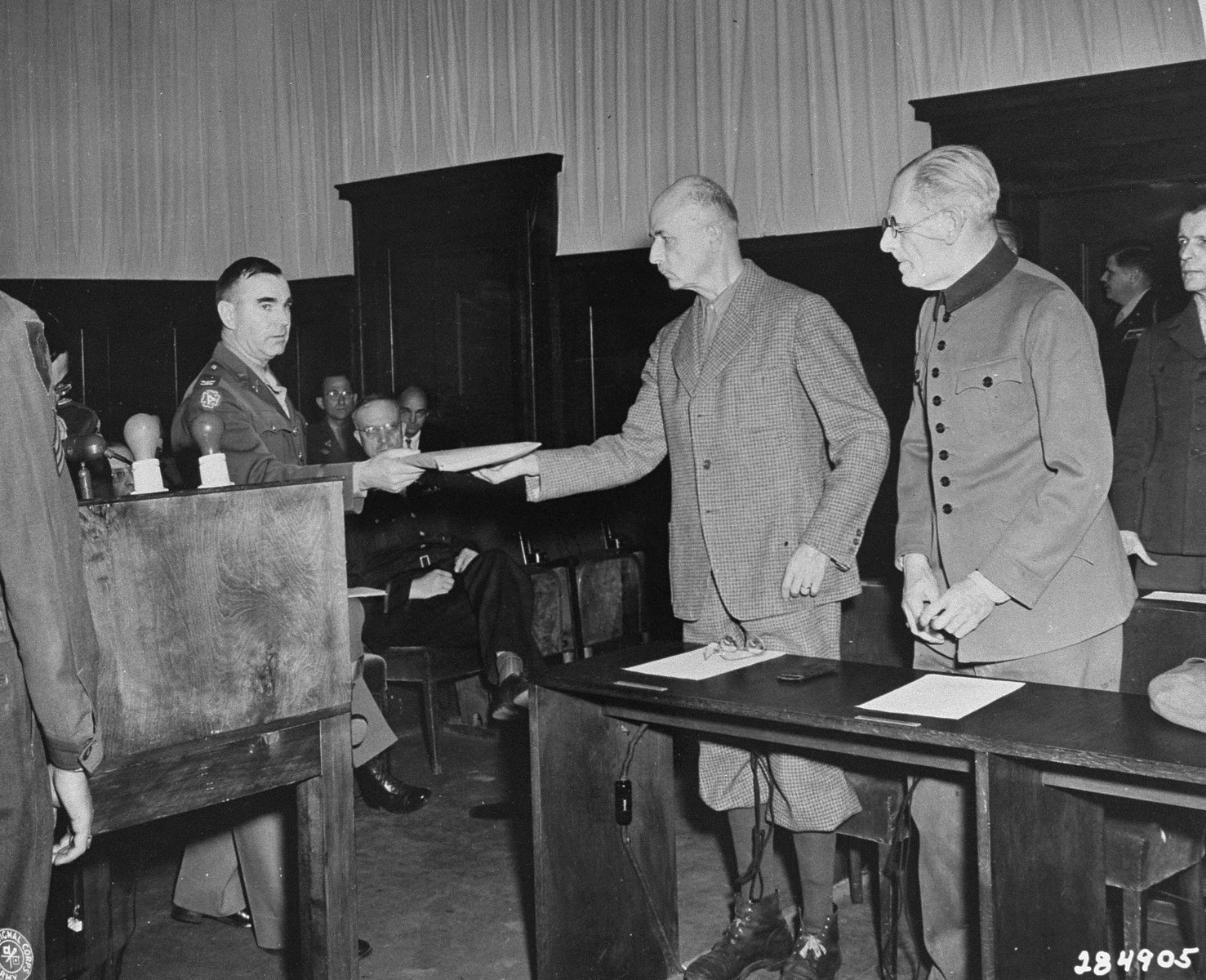
기소장을 받아보는 빌헬름 리스트. 오른쪽 사람은 막시밀리안 폰 바이흐스.

미합중국 대 빌헬름 리스트 외 판례(The United States of America v. Wilhelm List, et al.) 또는 인질 재판(독일어: Geiselmord-Prozess, 영어: Hostages Trial)은 제2차 세계 대전 이후 미군 군사법정에서 개최한 12차례의 전쟁범죄 재판(뉘른베르크 계속재판) 중 네 번째 재판이다. 독일어로는 남동유럽 방면 장성 재판(독일어: Prozess Generäle in Südosteuropa)이라고도 한다.
피고인들은 모두 발칸 전역 당시 남동유럽 일대에서 군을 지휘하던 독일 국방군 장성들이었다. 이들은 1941년부터 발칸 주둔 독일군이 민간인을 인질로 잡고 때로 그 인질들을 타당한 이유 없이 사살한 것에 대한 책임을 물어 기소되었다.
판사는 찰스 F. 웨너스트럼(재판장), 조지 J. 버크, 에드워드 F. 카터였다. 검사인단 대표는 텔퍼드 테일러였고 이 재판의 검사장은 시어도어 펜스터매처였다. 기소는 1947년 5월 10일 이루어졌으며 공판은 7월 8일부터 이듬해 2월 19일까지 계속되었다. 기소된 피고인 12명 중 프란츠 뵈메는 기소인부절차가 진행되기도 전에 자살했고, 막시밀리안 폰 바이흐스는 신병을 이유로 재판에서 빠졌다. 나머지 10명의 피고인들 중 무혐의 석방 판결을 받은 사람은 2명 뿐이고, 나머지 8명은 7년형에서 종신형 사이의 징역을 선고받았다.
다만 유죄가 확정된 피고들은 대부분 1950년대에 감형되거나 석방되었다.

## 기소 내용
1. 그리스, 알바니아, 유고슬라비아에서 인질을 잡고 보복성 살해를 함으로써 민간인 수십만 명을 죽인 대량살인의 죄.
2. 그리스, 알바니아, 유고슬라비아의 촌락과 도시들을 약탈하고 이유 없이 파괴한 죄.
3. 전쟁포로를 살해 및 학대하고, 전투원들을 "파르티잔"으로 멋대로 분류하여 전쟁포로라는 그들의 신분을 부정하고 그들을 살해한 죄.
4. 그리스, 알바니아, 유고슬라비아의 민간인들을 살해, 고문, 강제이주 및 강제수용소에 수용시킨 죄.

모든 피고인이 모든 내용에 대해 기소되었고, 모두 무죄를 주장했다.

## 피고인 목록
| 사진 | 성명                   | 기소 내용 | 기소 내용 | 기소 내용 | 기소 내용 | 양형        | 비고 |
| 사진 | 성명                   | 1         | 2         | 3         | 4         | 양형        | 비고 |
| ---- | ---------------------- | --------- | --------- | --------- | --------- | ----------- | --- |
|      | 빌헬름 리스트          | G         | I         | G         | I         | 종신형      | 육군 야전원수. 1941년-1942년 남동부 국방군지휘관. 1941년 제12군 지휘관. 1952년 12월 신병을 이유로 석방. 1971년 사망.      |
|      | 막시밀리안 폰 바이흐스 | I         | I         | I         | I         | —           | 육군 야전원수. 남작 작위 보유한 구 제국 귀족. 발칸 전역 당시 제2군 지휘관(당시 계급 상급대장). 신병을 이유로 중도 불기소. |
|      | 로타르 렌둘릭          | G         | I         | G         | G         | 20년형      | 육군 상급대장. 1943년-44년 유고슬라비아 방면의 제2기갑군 지휘관. 이후 10년형으로 감형. 1951년 석방. 1971년 사망.          |
|      | 발터 쿤체              | G         | I         | G         | G         | 종신형      | 육군 공병대장. 남동부 국방군지휘관 및 제12군 지휘관(1941년 10월 29일 이후)으로서 리스트의 후임. 1953년 석방. 1960년 사망. |
|      | 헤르만 푀어트슈        | I         | I         | I         | I         | 무혐의 석방 | 육군 소장. 제12군 장군참모장.                                                                                             |
|      | 프란츠 뵈메            | I         | I         | I         | I         | —           | 육군 산악병대장. 1940년-43년 제18산악육군단 군단장. 1944년 이후 렌둘릭의 후임. 1947년 5월 30일 자살.                      |
|      | 헬무트 펠미            | G         | G         | I         | I         | 15년형      | 공군 항공대장. 남그리스 군집단 지휘관. 1951년 10년형으로 감형, 1965년 사망.                                               |
|      | 후베르트 란츠          | G         | I         | G         | I         | 12년형      | 육군 산악병대장. 1943년-45년 제22산악육군단 군단장. 1951년 석방. 1982년 사망.                                             |
|      | 에른스트 데너          | G         | I         | I         | I         | 7년형       | 육군 소장. 렌둘릭 밑에서 군단장으로 근무. 1951년 석방. 1970년 사망.                                                       |
|      | 에른스트 폰 라이저     | I         | I         | G         | G         | 10년형      | 육군 보병대장. 렌둘릭과 뵈메 밑에서 군단장으로 근무. 1951년 석방. 1962년 사망.                                            |
|      | 빌헬름 슈파이델        | G         | I         | I         | I         | 20년형      | 육군 소장. 1942년-44년 그리스 군정청장. 1951년 석방, 1970년 사망.                                                         |
|      | 쿠르트 폰 가이트너     | I         | I         | I         | I         | 무혐의 석방 | 기사 작위 보유한 구제국 귀족. 세르비아와 그리스 방면 지휘관들의 장군참모장 1968년 사망.                                   |

I — 기소됨   G — 기소되었고 유죄 판결